# Pareutetrapha nigrimaculata
Pareutetrapha nigrimaculata là một loài bọ cánh cứng trong họ Cerambycidae.